# Проект «Радон»
Международный проект «Радон» (англ. The International Radon Project, IRP) — инициатива Всемирной организации здравоохранения по снижению риска развития рака лёгких во всем мире.
IRP опубликовала свое руководство для стран-членов в сентябре 2009 года.
Воздействие радона в домашних условиях и на рабочем месте является одним из основных рисков ионизирующего излучения, вызывающих десятки тысяч смертей от рака лёгких каждый год во всем мире. Чтобы уменьшить эту проблему, важно, чтобы национальные власти располагали методами и инструментами, основанными на надёжных научных данных и правильной политике общественного здравоохранения. Общественность должна знать о рисках радона и о средствах для их сокращения и предотвращения.
В 1996 году ВОЗ опубликовала отчёт, содержащий несколько выводов и рекомендаций, охватывающих научное понимание риска радона и необходимость принятия странами мер в областях управления рисками и передачи рисков.
Недавние результаты исследований по выявлению случаев заболевания лёгких и воздействия радона в домах, которые были проведены во многих странах, позволяют значительно улучшить оценки рисков и обеспечить дальнейшую консолидацию знаний путем объединения данных этих исследований. Согласованность результатов недавнего объединённого анализа исследований случай-контроль из Европы и Северной Америки, а также Китая является веским аргументом в пользу международной инициативы по уменьшению внутренних рисков.
Для достижения этих целей ВОЗ разработала программу по аспектам воздействия радона на здоровье населения. Этот проект пользуется высоким приоритетом в Департаменте общественного здравоохранения и окружающей среды ВОЗ. К ключевым элементам Международного проекта «Радон» относятся:
- оценка глобального бремени болезней, связанного с воздействием радона, основанная на создании глобальной базы данных по радону;
- предоставление рекомендаций по методам измерения радона и смягчения его последствий;
- разработка руководящих принципов общественного здравоохранения, основанных на фактических данных, для государств-членов для разработки политики и информационно-пропагандистской стратегии, включая установление уровней воздействия радона;
- разработка подходов к обмену информацией о риске.

Для достижения этих целей ВОЗ сформировала сеть ключевых партнерских агентств из примерно 40 государств-членов. Эта сеть является основой для Международного проекта «Радон», который был запущен в 2005 году. Рабочие группы будут собирать и анализировать информацию о риске радона, радоновой политике. Члены проекта регулярно встречаются и работают над достижением намеченных целей.